# Glacier de Mont-de-Lans
Glacier de Mantel
Le glacier de Mont-de-Lans ou glacier de Mantel, aussi appelé de manière informelle glacier des Deux-Alpes, est un glacier français du massif des Écrins (Alpes).

## Géographie
Le glacier s'étend sur l'ubac du Jandri et du dôme de Puy Salié, au-dessus de la combe de Malaval située au nord. À l'est, il est connecté au glacier de la Girose.
Il constitue le groupe glaciaire le plus occidental du massif des Écrins adossé à l'arête du Jandri au pic de la Grave, à la pointe Madeleine (3 628 m) et au Rateau occidental (3 769 m).
Il forme une calotte glaciaire de plus de 650 ha de superficie. Au nord, il domine la vallée de la Romanche et au sud le vallon de la Selle. Son alimentation glaciaire régulière s'explique par son altitude moyenne élevée (3 140 m). On y note toutefois une diminution d'épaisseur se traduisant par l'émergence de crêtes rocheuses sur les parties sommitales.
Il fait partie du domaine skiable des Deux Alpes dont la station se trouve à l'ouest, comportant de nombreuses pistes de ski et remontées mécaniques dont le funiculaire Dôme Express.

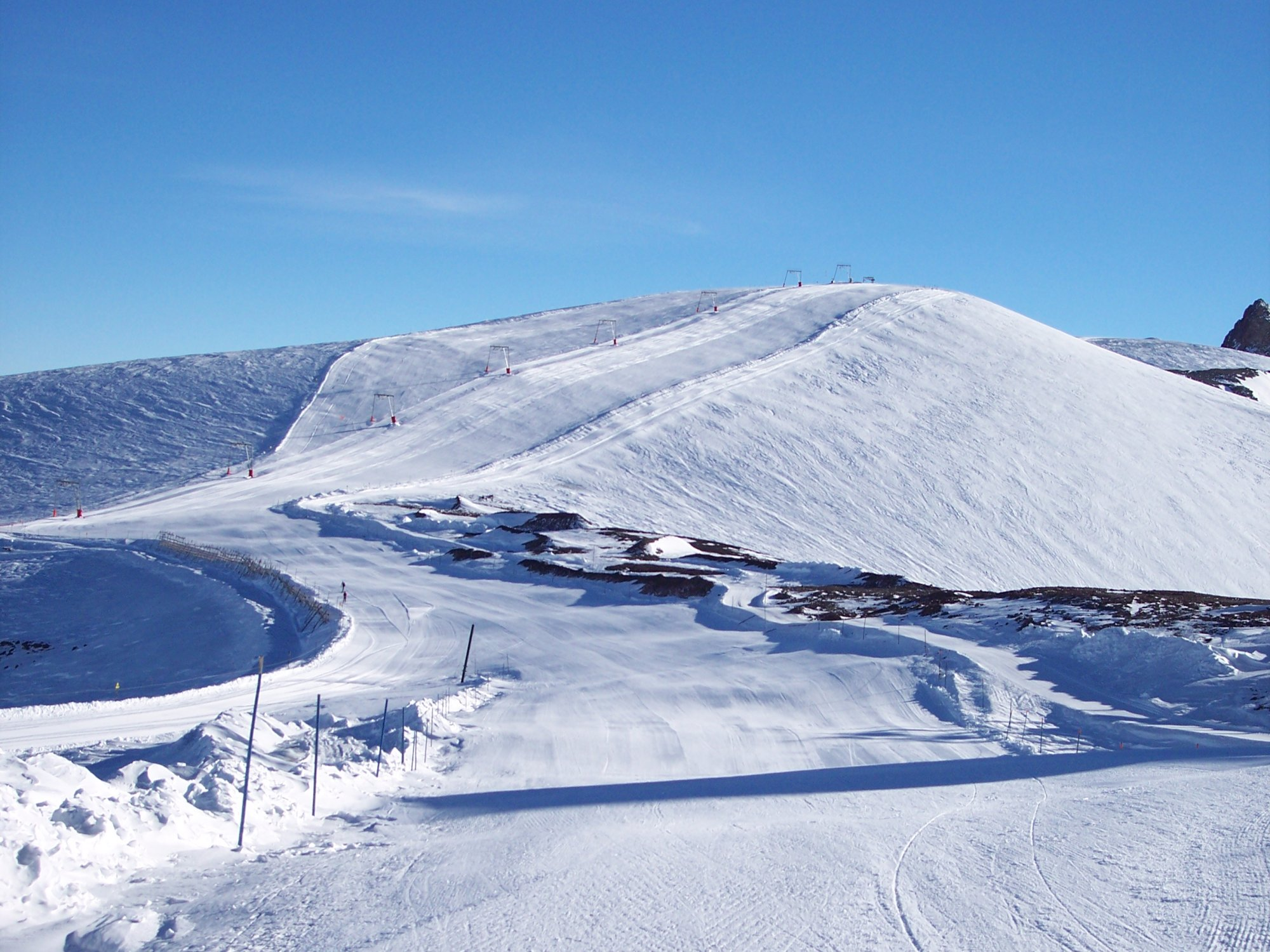
Piste de ski sur le glacier.